# Kent Itō
Kent Itō (jap. 伊東 健人 Itō Kento; ur. 18 października 1988 w Tokio) – japoński seiyū, piosenkarz i kompozytor, pracujący dla agencji 81 Produce.

## Biografia
W latach 2009–2017 działał jako producent Vocaloidów pod pseudonimem 21SeikiP.
W 2018 roku zagrał swoją pierwszą główną rolę jako aktor głosowy, wcielając się w postać Hirotaki Nifujiego w serialu anime Wotakoi. Miłość jest trudna dla otaku. W kolejnym roku otrzymał nagrodę za najlepszy wokal podczas 13. edycji Seiyū Awards wraz z innymi członkami obsady Hypnosis Mic. W 2021 roku wyprodukował kolejną piosenkę Vocaloid pod własnym nazwiskiem. Utwór, zatytułowany „Magic Number”, został stworzony specjalnie na potrzeby mobilnej gry rytmicznej Hatsune Miku: Colorful Stage!, w której użyczył głosu jednej z głównych postaci, Toyi Aoyagiemu. W produkcję utworu zaangażowany był również producent Vocaloidów, Oster Project.
26 sierpnia 2022 zadebiutował jako solowy piosenkarz w wytwórni Astro Voice, należącej do A-Sketch, wydając swój pierwszy singiel „Mayonaka no Love” (jap. 真夜中のラブ), który ukazał się 21 września.
Do jego szczególnych umiejętności należy gra na skrzypcach i pianinie.

## Filmografia

### Seriale anime
- The Idolmaster SideM (2017) – Michio Hazama
- Wotakoi. Miłość jest trudna dla otaku (2018) – Hirotaka Nifuji[6]
- Otona nya koi no shikata ga wakaranee! (2018) – Shuuji Majima (edycja standardowa)[7]
- Yubisaki kara honki no netsujō (2019, 2021) – Souma Mizuno[8]
- Show by Rock!! Mashumairesh!! (2020) – Yasu
- Kyojinzoku no hanayome (2020) – Kōichi Mizuki[9]
- Hypnosis Mic: Division Rap Battle: Rhyme Anima (2020, 2023) – Doppo Kannonzaka
- 2.43: Seiin Kōkō danshi Volley-bu (2021) – Shinichiro Oda[10]
- Dragon, ie o kau. (2021) – bohater[11]
- World Trigger sezon 3 (2021) – Kazuto Tonо̄ka[12]
- Fantasy bishōjo juniku ojisan to (2022) – Hinata Tachibana (mężczyzna)[13]
- My Home Hero (2023) – Kyōichi Majima[14]
- Moja gwiazda (2023) – Gorō Amemiya[15]
- Mashle (2023) – Wirth Mádl[16]
- Buta no Liver wa kanetsu shiro (2023) – Nott[17]
- Kami wa Game ni ueteiru (2024) – Darks[18]
- Tasogare Out of Focus (2024) – Kirito Kujō[19]
- Rekishi ni nokoru akujo ni naru zo (2024) – Eric Hudson[20]
- Mahoutsukai no yakusoku (2025) – Faust[21]
- Classic Stars (2025) – Mozart[22]

### Filmy anime
- Toku tōken ranbu: Hanamaru ~Setsugetsuka~ (2022) – Kuwana Gou[23]
- Gekijōban Project Sekai: Kowareta sekai to utaenai Miku (2025) – Toya Aoyagi[24]

### Gry wideo
- The Idolmaster SideM (2017) – Michio Hazama
- Promise of Wizard (2019) – Faust
- Hypnosis Microphone -Alternative Rap Battle- (2020) – Doppo Kannonzaka
- Disney Twisted-Wonderland (2020) – Divus Crewel
- Project Sekai: Colorful Stage! feat. Hatsune Miku (2021) – Toya Aoyagi[25]
- Fate/Grand Order (2022) – James Moriarty (Ruler)[26]
- Honkai: Star Rail (2023) – Dan Heng[27], Imbibitor Lunae[28]

### Dubbing

#### Live action
- Plotkara – Max Wolfe (Thomas Doherty)[29]
- Twisters – Jeb (Daryl McCormack)[30]

#### Animacje
- Tomek i przyjaciele: Naprzód Lokomotywy! – James (Luke Marty)[31]